# FIFA Street 2
FIFA Street je nogometna videoigra iz FIFA Street serijala; proizvođača EA Canada i izdavača EA Sportsa. Igra je izašla 28. veljače 2006. u Sjevernoj Americi (SAD) i 3. ožujka 2006. u PAL regiji. Izašla je za konzole Nintendo GameCube, Nintendo DS, PlayStation 2, PSP i Xbox. Na omotu igre nalazi se Cristiano Ronaldo, koji igra za Portugal i Manchester United.

## Igrališta

### Igrališta dostupna za sve konzole
- Ulični toalet u Marseilleu
- Košarkaški teren u Harlemu, New York City
- "Favela" i plaža "Barra da Tijuca" u Rio de Janeiru
- Centar Mexico Cityja, iza "Palacio de Bellas Artesa"
- Igralište ispod londonske zapadne autoceste
- Sa strane stadiona "Amsterdam ArenA"
- Napušteno skladište u berlinskom Tegel aerodromu
- Ulica u Trastevereu, općina Rim
- Prljavo igralište u Yaoundéu

### Igrališta dostupna samo za PSP
- Luka u Vancouveru
- Igralište u okrugu "Shinjuku", Tokio
- Plaža "Cairns"
- Deponij u Münchenu, Altstadt zona
- Susjedstvo "La Boca", Buenos Aires

## Momčadi
- Argentina
- Australija
- Brazil
- Kamerun
- Češka
- Danska
- Engleska
- Francuska
- Njemačka
- Grčka
- Italija
- Meksiko
- Nigerija
- Portugal
- Irska
- Škotska
- Južna Koreja
- Španjolska
- Švedska
- SAD
- "Street Kickers" (posebna momčad u FIFA-i Street 2)
- "Street Ballers" (posebna momčad u FIFA-i Street 2)

– Igra FIFA Street 2 ima mogućnost stvaranja momčadi, stadiona i igrača.

## Vanjske poveznice
- Službena stranica